# Плей-оф Кубка Стенлі 1995

Плей-оф Кубка Стенлі 1995 — стартував після регулярного чемпіонату 6 травня та фінішував 24 червня 1995.

## Учасники плей-оф

### Східна конференція
1. Квебек Нордікс, чемпіон Північно-Східного дивізіону, Східної конференції – 65 очок
2. Філадельфія Флайєрс, чемпіон Атлантичного дивізіону – 60 очок
3. Піттсбург Пінгвінс – 61 очко
4. Бостон Брюїнс – 57 очок
5. Нью-Джерсі Девілс – 52 очка (22 перемоги, 7 очок в матчі проти Washington)
6. Вашингтон Кепіталс – 52 очка (22 перемоги, 1 очко в матчі проти New Jersey)
7. Баффало Сейбрс – 51 очко
8. Нью-Йорк Рейнджерс – 47 очок

### Західна конференція
1. Детройт Ред-Вінгс, чемпіон Центрального дивізіону, Західної конференції, Кубок Президента – 70 очок
2. Калгарі Флеймс, чемпіон Тихоокеанського дивізіону – 55 очок
3. Сент-Луїс Блюз – 61 очко
4. Чикаго Блекгокс – 53 очка
5. Торонто Мейпл-Ліфс – 50 очок
6. Ванкувер Канакс – 48 очок
7. Сан-Хосе Шаркс – 42 очка (19 перемог)
8. Даллас Старс – 42 очка (17 перемог)

## Плей-оф
|  | Чвертьфінали конференції | Чвертьфінали конференції              | Чвертьфінали конференції |   |           | Півфінали конференції | Півфінали конференції | Півфінали конференції |                    |                    | Фінали конференції  | Фінали конференції  | Фінали конференції  |  |  | Фінал Кубка Стенлі | Фінал Кубка Стенлі | Фінал Кубка Стенлі |
|  |                          |                                       |                          |   |           |                       |                       |                       |                    |                    |                     |                     |                     |  |  |                    |                    |                    |
|  | 1                        | Квебек                                | 2                        |   |           | 2                     | Філадельфія           | 4                     |                    |                    |                     |                     |                     |  |  |                    |                    |                    |
|  | 8                        | Н-Й Рейнджерс                         | 4                        |   |           | 8                     | Н-Й Рейнджерс         | 0                     |                    |                    |                     |                     |                     |  |  |                    |                    |                    |
|  |                          |                                       |                          |   |           |                       |                       |                       |                    |                    |                     |                     |                     |  |  |                    |                    |                    |
|  | 2                        | Філадельфія                           | 4                        |   |           |                       |                       |                       | Східна конференція | Східна конференція | Східна конференція  | Східна конференція  | Східна конференція  |  |  |                    |                    |                    |
|  | 2                        | Філадельфія                           | 4                        |   |           |                       |                       |                       | Східна конференція | Східна конференція | Східна конференція  | Східна конференція  | Східна конференція  |  |  |                    |                    |                    |
|  | 7                        | Баффало                               | 1                        |   |           |                       |                       |                       |                    |                    |                     |                     |                     |  |  |                    |                    |                    |
|  | 7                        | Баффало                               | 1                        |   |           |                       |                       |                       |                    | 2                  | Філадельфія         | 2                   |                     |  |  |                    |                    |                    |
|  |                          |                                       |                          |   |           |                       |                       |                       |                    | 2                  | Філадельфія         | 2                   |                     |  |  |                    |                    |                    |
|  |                          | 5                                     | Нью-Джерсі               | 4 |           |                       |                       |                       |                    |                    |                     |                     |                     |  |  |                    |                    |                    |
|  | 3                        | 5                                     | Нью-Джерсі               | 4 | Піттсбург | 4                     |                       |                       |                    |                    |                     |                     |                     |  |  |                    |                    |                    |
|  | 3                        |                                       |                          |   | Піттсбург | 4                     |                       |                       |                    |                    |                     |                     |                     |  |  |                    |                    |                    |
|  | 6                        | Вашингтон                             | 3                        |   |           |                       |                       |                       |                    |                    |                     |                     |                     |  |  |                    |                    |                    |
|  | 6                        | Вашингтон                             | 3                        |   |           |                       |                       |                       |                    |                    |                     |                     |                     |  |  |                    |                    |                    |
|  |                          |                                       |                          |   |           |                       |                       |                       |                    |                    |                     |                     |                     |  |  |                    |                    |                    |
|  |                          |                                       |                          |   |           |                       |                       |                       |                    |                    |                     |                     |                     |  |  |                    |                    |                    |
|  | 4                        | Бостон                                | 1                        |   | 3         | Піттсбург             | 1                     |                       |                    |                    |                     |                     |                     |  |  |                    |                    |                    |
|  | 4                        | Бостон                                | 1                        |   | 3         | Піттсбург             | 1                     |                       |                    |                    |                     |                     |                     |  |  |                    |                    |                    |
|  | 5                        | Нью-Джерсі                            | 4                        |   |           | 5                     | Нью-Джерсі            | 4                     |                    |                    |                     |                     |                     |  |  |                    |                    |                    |
|  | 5                        | Нью-Джерсі                            | 4                        |   |           |                       |                       |                       |                    | E5                 | Нью-Джерсі          | 4                   |                     |  |  |                    |                    |                    |
|  |                          | (Пари пересіяні після першого раунду) |                          |   |           |                       |                       |                       |                    | E5                 | Нью-Джерсі          | 4                   |                     |  |  |                    |                    |                    |
|  |                          | W1                                    | Детройт                  | 0 |           |                       |                       |                       |                    |                    |                     |                     |                     |  |  |                    |                    |                    |
|  | 1                        | W1                                    | Детройт                  | 0 | Детройт   | 4                     |                       |                       | 1                  | Детройт            | 4                   |                     |                     |  |  |                    |                    |                    |
|  | 1                        |                                       |                          |   | Детройт   | 4                     |                       |                       | 1                  | Детройт            | 4                   |                     |                     |  |  |                    |                    |                    |
|  | 8                        | Даллас                                | 1                        |   |           | 7                     | Сан-Хосе              | 0                     |                    |                    |                     |                     |                     |  |  |                    |                    |                    |
|  | 8                        | Даллас                                | 1                        |   |           | 7                     | Сан-Хосе              | 0                     |                    |                    |                     |                     |                     |  |  |                    |                    |                    |
|  |                          |                                       |                          |   |           |                       |                       |                       |                    |                    |                     |                     |                     |  |  |                    |                    |                    |
|  | 2                        | Калгарі                               | 3                        |   |           |                       |                       |                       |                    |                    |                     |                     |                     |  |  |                    |                    |                    |
|  | 2                        | Калгарі                               | 3                        |   |           |                       |                       |                       |                    |                    |                     |                     |                     |  |  |                    |                    |                    |
|  | 7                        | Сан-Хосе                              | 4                        |   |           |                       |                       |                       |                    |                    |                     |                     |                     |  |  |                    |                    |                    |
|  | 7                        | Сан-Хосе                              | 4                        |   |           |                       |                       |                       | 1                  | Детройт            | 4                   |                     |                     |  |  |                    |                    |                    |
|  |                          |                                       |                          |   |           |                       |                       |                       | 1                  | Детройт            | 4                   |                     |                     |  |  |                    |                    |                    |
|  |                          | 4                                     | Чикаго                   | 1 |           |                       |                       |                       |                    |                    |                     |                     |                     |  |  |                    |                    |                    |
|  | 3                        | 4                                     | Чикаго                   | 1 | Сент-Луїс | 3                     |                       |                       |                    |                    |                     |                     |                     |  |  |                    |                    |                    |
|  | 3                        |                                       |                          |   | Сент-Луїс | 3                     |                       |                       |                    |                    |                     |                     |                     |  |  |                    |                    |                    |
|  | 6                        | Ванкувер                              | 4                        |   |           |                       |                       |                       |                    |                    | Західна конференція | Західна конференція | Західна конференція |  |  |                    |                    |                    |
|  | 6                        | Ванкувер                              | 4                        |   |           |                       |                       |                       |                    |                    | Західна конференція | Західна конференція | Західна конференція |  |  |                    |                    |                    |
|  |                          |                                       |                          |   |           |                       |                       |                       |                    |                    |                     |                     |                     |  |  |                    |                    |                    |
|  | 4                        | Чикаго                                | 4                        |   | 4         | Чикаго                | 4                     |                       |                    |                    |                     |                     |                     |  |  |                    |                    |                    |
|  | 4                        | Чикаго                                | 4                        |   | 4         | Чикаго                | 4                     |                       |                    |                    |                     |                     |                     |  |  |                    |                    |                    |
|  | 5                        | Торонто                               | 3                        |   |           | 6                     | Ванкувер              | 0                     |                    |                    |                     |                     |                     |  |  |                    |                    |                    |

### Чвертьфінали конференції
Східна конференція
| Нью-Йорк Рейнджерс та Квебек Нордікс | Нью-Йорк Рейнджерс та Квебек Нордікс | Нью-Йорк Рейнджерс та Квебек Нордікс | Нью-Йорк Рейнджерс та Квебек Нордікс | Нью-Йорк Рейнджерс та Квебек Нордікс | Нью-Йорк Рейнджерс та Квебек Нордікс | Нью-Йорк Рейнджерс та Квебек Нордікс |
| Дата                                 | Господарі                            | Господарі                            | Гості                                | Гості                                | Примітки                             |                                      |
| ------------------------------------ | ------------------------------------ | ------------------------------------ | ------------------------------------ | ------------------------------------ | ------------------------------------ | ------------------------------------ |
| 6 травня                             | Н-Й Рейнджерс                        | 4                                    | 5                                    | Квебек                               |                                      |                                      |
| 8 травня                             | Н-Й Рейнджерс                        | 8                                    | 3                                    | Квебек                               |                                      |                                      |
| 10 травня                            | Квебек                               | 3                                    | 4                                    | Н-Й Рейнджерс                        |                                      |                                      |
| 12 травня                            | Квебек                               | 2                                    | 3                                    | Н-Й Рейнджерс                        | OT                                   |                                      |
| 14 травня                            | Н-Й Рейнджерс                        | 2                                    | 4                                    | Квебек                               |                                      |                                      |
| 16 травня                            | Квебек                               | 2                                    | 4                                    | Н-Й Рейнджерс                        |                                      |                                      |
| Н-Й Рейнджерс виграв серію 4:2.      |                                      |                                      |                                      |                                      |                                      |                                      |

| Піттсбург Пінгвінс та Вашингтон Кепіталс | Піттсбург Пінгвінс та Вашингтон Кепіталс | Піттсбург Пінгвінс та Вашингтон Кепіталс | Піттсбург Пінгвінс та Вашингтон Кепіталс | Піттсбург Пінгвінс та Вашингтон Кепіталс | Піттсбург Пінгвінс та Вашингтон Кепіталс | Піттсбург Пінгвінс та Вашингтон Кепіталс |
| Дата                                     | Господарі                                | Господарі                                | Гості                                    | Гості                                    | Примітки                                 |                                          |
| ---------------------------------------- | ---------------------------------------- | ---------------------------------------- | ---------------------------------------- | ---------------------------------------- | ---------------------------------------- | ---------------------------------------- |
| 6 травня                                 | Вашингтон                                | 5                                        | 4                                        | Піттсбург                                |                                          |                                          |
| 8 травня                                 | Вашингтон                                | 3                                        | 5                                        | Піттсбург                                |                                          |                                          |
| 10 травня                                | Піттсбург                                | 2                                        | 6                                        | Вашингтон                                |                                          |                                          |
| 12 травня                                | Піттсбург                                | 2                                        | 6                                        | Вашингтон                                |                                          |                                          |
| 14 травня                                | Вашингтон                                | 5                                        | 6                                        | Піттсбург                                | OT                                       |                                          |
| 16 травня                                | Піттсбург                                | 7                                        | 1                                        | Вашингтон                                |                                          |                                          |
| 18 травня                                | Вашингтон                                | 0                                        | 3                                        | Піттсбург                                |                                          |                                          |
| Піттсбург виграв серію 4:3.              |                                          |                                          |                                          |                                          |                                          |                                          |

| Філадельфія Флайєрс та Баффало Сейбрс | Філадельфія Флайєрс та Баффало Сейбрс | Філадельфія Флайєрс та Баффало Сейбрс | Філадельфія Флайєрс та Баффало Сейбрс | Філадельфія Флайєрс та Баффало Сейбрс | Філадельфія Флайєрс та Баффало Сейбрс | Філадельфія Флайєрс та Баффало Сейбрс |
| Дата                                  | Господарі                             | Господарі                             | Гості                                 | Гості                                 | Примітки                              |                                       |
| ------------------------------------- | ------------------------------------- | ------------------------------------- | ------------------------------------- | ------------------------------------- | ------------------------------------- | ------------------------------------- |
| 7 травня                              | Баффало                               | 3                                     | 4                                     | Філадельфія                           | OT                                    |                                       |
| 8 травня                              | Баффало                               | 1                                     | 3                                     | Філадельфія                           |                                       |                                       |
| 10 травня                             | Філадельфія                           | 1                                     | 3                                     | Баффало                               |                                       |                                       |
| 12 травня                             | Філадельфія                           | 4                                     | 2                                     | Баффало                               |                                       |                                       |
| 14 травня                             | Баффало                               | 4                                     | 6                                     | Філадельфія                           |                                       |                                       |
| Філадельфія виграла серію 4:1.        |                                       |                                       |                                       |                                       |                                       |                                       |

| Бостон Брюїнс та Нью-Джерсі Девілс | Бостон Брюїнс та Нью-Джерсі Девілс | Бостон Брюїнс та Нью-Джерсі Девілс | Бостон Брюїнс та Нью-Джерсі Девілс | Бостон Брюїнс та Нью-Джерсі Девілс | Бостон Брюїнс та Нью-Джерсі Девілс | Бостон Брюїнс та Нью-Джерсі Девілс |
| Дата                               | Господарі                          | Господарі                          | Гості                              | Гості                              | Примітки                           |                                    |
| ---------------------------------- | ---------------------------------- | ---------------------------------- | ---------------------------------- | ---------------------------------- | ---------------------------------- | ---------------------------------- |
| 7 травня                           | Нью-Джерсі                         | 5                                  | 0                                  | Бостон                             |                                    |                                    |
| 8 травня                           | Нью-Джерсі                         | 3                                  | 0                                  | Бостон                             |                                    |                                    |
| 10 травня                          | Бостон                             | 3                                  | 2                                  | Нью-Джерсі                         |                                    |                                    |
| 12 травня                          | Бостон                             | 0                                  | 1                                  | Нью-Джерсі                         | OT                                 |                                    |
| 14 травня                          | Нью-Джерсі                         | 3                                  | 2                                  | Бостон                             |                                    |                                    |
| Нью-Джерсі виграв серію 4:1.       |                                    |                                    |                                    |                                    |                                    |                                    |

Західна конференція
| Детройт Ред-Вінгс та Даллас Старс | Детройт Ред-Вінгс та Даллас Старс | Детройт Ред-Вінгс та Даллас Старс | Детройт Ред-Вінгс та Даллас Старс | Детройт Ред-Вінгс та Даллас Старс | Детройт Ред-Вінгс та Даллас Старс | Детройт Ред-Вінгс та Даллас Старс |
| Дата                              | Господарі                         | Господарі                         | Гості                             | Гості                             | Примітки                          |                                   |
| --------------------------------- | --------------------------------- | --------------------------------- | --------------------------------- | --------------------------------- | --------------------------------- | --------------------------------- |
| 7 травня                          | Даллас                            | 3                                 | 4                                 | Детройт                           |                                   |                                   |
| 9 травня                          | Даллас                            | 1                                 | 4                                 | Детройт                           |                                   |                                   |
| 11 травня                         | Детройт                           | 5                                 | 1                                 | Даллас                            |                                   |                                   |
| 14 травня                         | Детройт                           | 1                                 | 4                                 | Даллас                            |                                   |                                   |
| 15 травня                         | Даллас                            | 1                                 | 3                                 | Детройт                           |                                   |                                   |
| Детройт виграв серію 4:1.         |                                   |                                   |                                   |                                   |                                   |                                   |

| Сент-Луїс Блюз та Ванкувер Канакс | Сент-Луїс Блюз та Ванкувер Канакс | Сент-Луїс Блюз та Ванкувер Канакс | Сент-Луїс Блюз та Ванкувер Канакс | Сент-Луїс Блюз та Ванкувер Канакс | Сент-Луїс Блюз та Ванкувер Канакс | Сент-Луїс Блюз та Ванкувер Канакс |
| Дата                              | Господарі                         | Господарі                         | Гості                             | Гості                             | Примітки                          |                                   |
| --------------------------------- | --------------------------------- | --------------------------------- | --------------------------------- | --------------------------------- | --------------------------------- | --------------------------------- |
| 7 травня                          | Ванкувер                          | 1                                 | 2                                 | Сент-Луїс                         |                                   |                                   |
| 9 травня                          | Ванкувер                          | 5                                 | 3                                 | Сент-Луїс                         |                                   |                                   |
| 11 травня                         | Сент-Луїс                         | 1                                 | 6                                 | Ванкувер                          |                                   |                                   |
| 13 травня                         | Сент-Луїс                         | 5                                 | 2                                 | Ванкувер                          |                                   |                                   |
| 15 травня                         | Ванкувер                          | 6                                 | 5                                 | Сент-Луїс                         | OT                                |                                   |
| 17 травня                         | Сент-Луїс                         | 8                                 | 2                                 | Ванкувер                          |                                   |                                   |
| 19 травня                         | Ванкувер                          | 5                                 | 3                                 | Сент-Луїс                         |                                   |                                   |
| Ванкувер виграв серію 4:3.        |                                   |                                   |                                   |                                   |                                   |                                   |

| Чикаго Блекгокс та Торонто Мейпл-Ліфс | Чикаго Блекгокс та Торонто Мейпл-Ліфс | Чикаго Блекгокс та Торонто Мейпл-Ліфс | Чикаго Блекгокс та Торонто Мейпл-Ліфс | Чикаго Блекгокс та Торонто Мейпл-Ліфс | Чикаго Блекгокс та Торонто Мейпл-Ліфс | Чикаго Блекгокс та Торонто Мейпл-Ліфс |
| Дата                                  | Господарі                             | Господарі                             | Гості                                 | Гості                                 | Примітки                              |                                       |
| ------------------------------------- | ------------------------------------- | ------------------------------------- | ------------------------------------- | ------------------------------------- | ------------------------------------- | ------------------------------------- |
| 7 травня                              | Торонто                               | 5                                     | 3                                     | Чикаго                                |                                       |                                       |
| 9 травня                              | Торонто                               | 3                                     | 0                                     | Чикаго                                |                                       |                                       |
| 11 травня                             | Чикаго                                | 3                                     | 2                                     | Торонто                               |                                       |                                       |
| 13 травня                             | Чикаго                                | 3                                     | 1                                     | Торонто                               |                                       |                                       |
| 15 травня                             | Торонто                               | 2                                     | 4                                     | Чикаго                                |                                       |                                       |
| 17 травня                             | Чикаго                                | 4                                     | 5                                     | Торонто                               | OT                                    |                                       |
| 19 травня                             | Торонто                               | 2                                     | 5                                     | Чикаго                                |                                       |                                       |
| Чикаго виграв серію 4:3.              |                                       |                                       |                                       |                                       |                                       |                                       |

| Калгарі Флеймс та Сан-Хосе Шаркс | Калгарі Флеймс та Сан-Хосе Шаркс | Калгарі Флеймс та Сан-Хосе Шаркс | Калгарі Флеймс та Сан-Хосе Шаркс | Калгарі Флеймс та Сан-Хосе Шаркс | Калгарі Флеймс та Сан-Хосе Шаркс | Калгарі Флеймс та Сан-Хосе Шаркс |
| Дата                             | Господарі                        | Господарі                        | Гості                            | Гості                            | Примітки                         |                                  |
| -------------------------------- | -------------------------------- | -------------------------------- | -------------------------------- | -------------------------------- | -------------------------------- | -------------------------------- |
| 7 травня                         | Сан-Хосе                         | 5                                | 4                                | Калгарі                          |                                  |                                  |
| 9 травня                         | Сан-Хосе                         | 5                                | 4                                | Калгарі                          | OT                               |                                  |
| 11 травня                        | Калгарі                          | 9                                | 2                                | Сан-Хосе                         |                                  |                                  |
| 13 травня                        | Калгарі                          | 6                                | 4                                | Сан-Хосе                         |                                  |                                  |
| 15 травня                        | Сан-Хосе                         | 0                                | 5                                | Калгарі                          |                                  |                                  |
| 17 травня                        | Калгарі                          | 3                                | 5                                | Сан-Хосе                         |                                  |                                  |
| 19 травня                        | Сан-Хосе                         | 5                                | 4                                | Калгарі                          | OT                               |                                  |
| Сан-Хосе виграв серію 4:3.       |                                  |                                  |                                  |                                  |                                  |                                  |

### Півфінали конференції
Східна конференція
| Піттсбург Пінгвінс та Нью-Джерсі Девілс | Піттсбург Пінгвінс та Нью-Джерсі Девілс | Піттсбург Пінгвінс та Нью-Джерсі Девілс | Піттсбург Пінгвінс та Нью-Джерсі Девілс | Піттсбург Пінгвінс та Нью-Джерсі Девілс | Піттсбург Пінгвінс та Нью-Джерсі Девілс | Піттсбург Пінгвінс та Нью-Джерсі Девілс |
| Дата                                    | Господарі                               | Господарі                               | Гості                                   | Гості                                   | Примітки                                |                                         |
| --------------------------------------- | --------------------------------------- | --------------------------------------- | --------------------------------------- | --------------------------------------- | --------------------------------------- | --------------------------------------- |
| 20 травня                               | Нью-Джерсі                              | 2                                       | 3                                       | Піттсбург                               |                                         |                                         |
| 22 травня                               | Нью-Джерсі                              | 4                                       | 2                                       | Піттсбург                               |                                         |                                         |
| 24 травня                               | Піттсбург                               | 1                                       | 5                                       | Нью-Джерсі                              |                                         |                                         |
| 26 травня                               | Піттсбург                               | 1                                       | 2                                       | Нью-Джерсі                              | OT                                      |                                         |
| 28 травня                               | Нью-Джерсі                              | 4                                       | 1                                       | Піттсбург                               |                                         |                                         |
| Нью-Джерсі виграв серію 4:1.            |                                         |                                         |                                         |                                         |                                         |                                         |

| Філадельфія Флайєрс та Нью-Йорк Рейнджерс | Філадельфія Флайєрс та Нью-Йорк Рейнджерс | Філадельфія Флайєрс та Нью-Йорк Рейнджерс | Філадельфія Флайєрс та Нью-Йорк Рейнджерс | Філадельфія Флайєрс та Нью-Йорк Рейнджерс | Філадельфія Флайєрс та Нью-Йорк Рейнджерс | Філадельфія Флайєрс та Нью-Йорк Рейнджерс |
| Дата                                      | Господарі                                 | Господарі                                 | Гості                                     | Гості                                     | Примітки                                  |                                           |
| ----------------------------------------- | ----------------------------------------- | ----------------------------------------- | ----------------------------------------- | ----------------------------------------- | ----------------------------------------- | ----------------------------------------- |
| 21 травня                                 | Н-Й Рейнджерс                             | 4                                         | 5                                         | Філадельфія                               | OT                                        |                                           |
| 22 травня                                 | Н-Й Рейнджерс                             | 3                                         | 4                                         | Філадельфія                               | OT                                        |                                           |
| 24 травня                                 | Філадельфія                               | 5                                         | 2                                         | Н-Й Рейнджерс                             |                                           |                                           |
| 26 травня                                 | Філадельфія                               | 4                                         | 1                                         | Н-Й Рейнджерс                             |                                           |                                           |
| Філадельфія виграла серію 4:0.            |                                           |                                           |                                           |                                           |                                           |                                           |

Західна конференція
| Детройт Ред-Вінгс та Сан-Хосе Шаркс | Детройт Ред-Вінгс та Сан-Хосе Шаркс | Детройт Ред-Вінгс та Сан-Хосе Шаркс | Детройт Ред-Вінгс та Сан-Хосе Шаркс | Детройт Ред-Вінгс та Сан-Хосе Шаркс | Детройт Ред-Вінгс та Сан-Хосе Шаркс | Детройт Ред-Вінгс та Сан-Хосе Шаркс |
| Дата                                | Господарі                           | Господарі                           | Гості                               | Гості                               | Примітки                            |                                     |
| ----------------------------------- | ----------------------------------- | ----------------------------------- | ----------------------------------- | ----------------------------------- | ----------------------------------- | ----------------------------------- |
| 21 травня                           | Сан-Хосе                            | 0                                   | 6                                   | Детройт                             |                                     |                                     |
| 23 травня                           | Сан-Хосе                            | 2                                   | 6                                   | Детройт                             |                                     |                                     |
| 25 травня                           | Детройт                             | 6                                   | 2                                   | Сан-Хосе                            |                                     |                                     |
| 27 травня                           | Детройт                             | 6                                   | 2                                   | Сан-Хосе                            |                                     |                                     |
| Детройт виграв серію 4:0.           |                                     |                                     |                                     |                                     |                                     |                                     |

| Чикаго Блекгокс та Ванкувер Канакс | Чикаго Блекгокс та Ванкувер Канакс | Чикаго Блекгокс та Ванкувер Канакс | Чикаго Блекгокс та Ванкувер Канакс | Чикаго Блекгокс та Ванкувер Канакс | Чикаго Блекгокс та Ванкувер Канакс | Чикаго Блекгокс та Ванкувер Канакс |
| Дата                               | Господарі                          | Господарі                          | Гості                              | Гості                              | Примітки                           |                                    |
| ---------------------------------- | ---------------------------------- | ---------------------------------- | ---------------------------------- | ---------------------------------- | ---------------------------------- | ---------------------------------- |
| 21 травня                          | Ванкувер                           | 1                                  | 2                                  | Чикаго                             | OT                                 |                                    |
| 23 травня                          | Ванкувер                           | 0                                  | 2                                  | Чикаго                             |                                    |                                    |
| 25 травня                          | Чикаго                             | 3                                  | 2                                  | Ванкувер                           | OT                                 |                                    |
| 27 травня                          | Чикаго                             | 4                                  | 3                                  | Ванкувер                           | OT                                 |                                    |
| Чикаго виграв серію 4:0.           |                                    |                                    |                                    |                                    |                                    |                                    |

### Фінали конференції
| Східна конференція                       | Східна конференція                       | Східна конференція                       | Східна конференція                       | Східна конференція                       | Східна конференція                       | Східна конференція                       |
| Нью-Джерсі Девілс та Філадельфія Флайєрс | Нью-Джерсі Девілс та Філадельфія Флайєрс | Нью-Джерсі Девілс та Філадельфія Флайєрс | Нью-Джерсі Девілс та Філадельфія Флайєрс | Нью-Джерсі Девілс та Філадельфія Флайєрс | Нью-Джерсі Девілс та Філадельфія Флайєрс | Нью-Джерсі Девілс та Філадельфія Флайєрс |
| Дата                                     | Господарі                                | Господарі                                | Гості                                    | Гості                                    | Примітки                                 |                                          |
| ---------------------------------------- | ---------------------------------------- | ---------------------------------------- | ---------------------------------------- | ---------------------------------------- | ---------------------------------------- | ---------------------------------------- |
| 3 червня                                 | Нью-Джерсі                               | 4                                        | 1                                        | Філадельфія                              |                                          |                                          |
| 5 червня                                 | Нью-Джерсі                               | 5                                        | 2                                        | Філадельфія                              |                                          |                                          |
| 7 червня                                 | Філадельфія                              | 3                                        | 2                                        | Нью-Джерсі                               | OT                                       |                                          |
| 10 червня                                | Філадельфія                              | 4                                        | 2                                        | Нью-Джерсі                               |                                          |                                          |
| 11 червня                                | Нью-Джерсі                               | 3                                        | 2                                        | Філадельфія                              |                                          |                                          |
| 13 червня                                | Філадельфія                              | 2                                        | 4                                        | Нью-Джерсі                               |                                          |                                          |
| Нью-Джерсі виграв серію 4:2.             |                                          |                                          |                                          |                                          |                                          |                                          |

| Західна конференція                  | Західна конференція                  | Західна конференція                  | Західна конференція                  | Західна конференція                  | Західна конференція                  | Західна конференція                  |
| Чикаго Блекгокс та Детройт Ред-Вінгс | Чикаго Блекгокс та Детройт Ред-Вінгс | Чикаго Блекгокс та Детройт Ред-Вінгс | Чикаго Блекгокс та Детройт Ред-Вінгс | Чикаго Блекгокс та Детройт Ред-Вінгс | Чикаго Блекгокс та Детройт Ред-Вінгс | Чикаго Блекгокс та Детройт Ред-Вінгс |
| Дата                                 | Господарі                            | Господарі                            | Гості                                | Гості                                | Примітки                             |                                      |
| ------------------------------------ | ------------------------------------ | ------------------------------------ | ------------------------------------ | ------------------------------------ | ------------------------------------ | ------------------------------------ |
| 1 червня                             | Чикаго                               | 1                                    | 2                                    | Детройт                              | OT                                   |                                      |
| 4 червня                             | Чикаго                               | 2                                    | 3                                    | Детройт                              |                                      |                                      |
| 6 червня                             | Детройт                              | 4                                    | 3                                    | Чикаго                               | 2OT                                  |                                      |
| 8 червня                             | Детройт                              | 2                                    | 5                                    | Чикаго                               |                                      |                                      |
| 11 червня                            | Чикаго                               | 1                                    | 2                                    | Детройт                              | 2OT                                  |                                      |
| Детройт виграв серію 4:1.            |                                      |                                      |                                      |                                      |                                      |                                      |

### Фінал Кубка Стенлі
| Нью-Джерсі Девілс та Детройт Ред-Вінгс | Нью-Джерсі Девілс та Детройт Ред-Вінгс | Нью-Джерсі Девілс та Детройт Ред-Вінгс | Нью-Джерсі Девілс та Детройт Ред-Вінгс | Нью-Джерсі Девілс та Детройт Ред-Вінгс | Нью-Джерсі Девілс та Детройт Ред-Вінгс | Нью-Джерсі Девілс та Детройт Ред-Вінгс |
| Дата                                   | Господарі                              | Господарі                              | Гості                                  | Гості                                  | Примітки                               |                                        |
| -------------------------------------- | -------------------------------------- | -------------------------------------- | -------------------------------------- | -------------------------------------- | -------------------------------------- | -------------------------------------- |
| 17 червня                              | Нью-Джерсі                             | 2                                      | 1                                      | Детройт                                |                                        |                                        |
| 20 червня                              | Нью-Джерсі                             | 4                                      | 2                                      | Детройт                                |                                        |                                        |
| 22 червня                              | Детройт                                | 2                                      | 5                                      | Нью-Джерсі                             |                                        |                                        |
| 24 червня                              | Детройт                                | 2                                      | 5                                      | Нью-Джерсі                             |                                        |                                        |
| Нью-Джерсі виграв серію 4:0.           |                                        |                                        |                                        |                                        |                                        |                                        |

## Статистика

### Найкращі бомбардири плей-оф
| Гравець        | Команда    | І  | Г | П  | О  | +/- | ШХ |
| -------------- | ---------- | -- | - | -- | -- | --- | -- |
| Сергій Федоров | Детройт    | 17 | 7 | 17 | 24 | +13 | 6  |
| Стефан Ріше    | Нью-Джерсі | 19 | 6 | 15 | 21 | +9  | 2  |
| Ніл Бротен     | Нью-Джерсі | 20 | 7 | 12 | 19 | +13 | 6  |
| Рон Френсіс    | Піттсбург  | 12 | 6 | 13 | 19 | +3  | 1  |
| Дені Савар     | Чикаго     | 16 | 7 | 11 | 18 | +12 | 10 |
| Пол Коффі      | Детройт    | 18 | 6 | 12 | 18 | +4  | 10 |
| Джон Маклін    | Нью-Джерсі | 20 | 5 | 13 | 18 | +8  | 14 |